# Frederick Ballantyne
Frederick Nathaniel Ballantyne (Layou, 5 luglio 1936 – Villa, 23 gennaio 2020) è stato un politico sanvincentino.
È stato il Governatore Generale del Saint Vincent e Grenadine. Si è insediato ufficialmente il 2 settembre 2002 e ha terminato il suo mandato il 1 agosto 2019.